# Nikola Kalabić
Nikola Kalabić (cyr. Никола Калабић; ur. w 20 grudnia 1906 we wsi Podnovlje, zm. 19 stycznia 1946 w Valjevie) – serbski wojewoda, kolaborant, komendant oddziałów czetnickich podczas II wojny światowej.

## Życiorys
Urodził się we wsi Podnovlje, był synem oficera żandarmerii Milana Kalabicia i Joki. Studiował geodezję na Uniwersytecie w Belgradzie. W czasie studiów poznał swoją przyszłą żonę Borkę, z którą ożenił się w roku 1929. W 1930 przyszły na świat dzieci Mirjana i Milan, a małżeństwo przeniosło się do Aranđelovaca, a następnie do Valjeva. Ukończył szkołę oficerów rezerwy, uzyskując awans na porucznika. Do 1941 Nikola Kalabić pracował w urzędzie miejskim w Valjevie wykonując zawód geodety.
W 1941 wstąpił do oddziału Kosty Pecanaca. W 1942 zastąpił Milana Medicia na stanowisku komendanta elitarnej formacji ruchu czetnickiego, określanej mianem Korpusu gwardii górskiej (Корпус горске гарде). W listopadzie 1943 wspólnie z pułkownikiem Simiciem podpisał umowę o współpracy z gen. Hansem Felberem, dowódcą niemieckich wojsk na Bałkanach. Umowa miała dotyczyć wspólnego zwalczania partyzantów Josipa Broza Tity. W maju 1945 został skierowany przez Dražę Mihailovicia do Valjeva, gdzie miał zająć się organizowaniem oddziałów partyzanckich, walczących z komunistami. Komunistyczna służba bezpieczeństwa OZNA przez kilka miesięcy poszukiwała Kalabicia. Dzięki wprowadzenia agentów do jego otoczenia udało się go zatrzymać w dniu 5 grudnia 1945.
Kalabić miał współpracować z OZNA podając informacje pozwalające zlokalizować i aresztować Dražę Mihailovicia. Komunistyczne służby zdecydowały się pozbyć osób zamieszanych w akcję aresztowania Mihajlovicia. Ostatni raz Kalabić był widziany 12 grudnia 1945, prawdopodobnie został rozstrzelany w 1946 w Valjevie. Wnuczka Kalabicia, Vesna w 2011 przedstawiła przed sądem w Valjevie zeznanie duchownego, który miał być świadkiem zastrzelenia Kalabicia 19 stycznia 1946 w kanionie rzeki Gradac.
Był odznaczony Orderem Korony Jugosłowiańskiej.

## Rehabilitacja
W maju 2017 Sąd Okręgowy w Valjevie zrehabilitował Kalabicia uwalniając go od zarzutu współpracy z okupantem. Decyzja została zakwestionowana przez Sąd Apelacyjny w Belgradzie, w maju 2018.